# Handball-Asienmeisterschaft der Frauen 2024
Die Handball-Asienmeisterschaft der Frauen 2024 wurde vom 3. bis 10. Dezember 2024 in Indien ausgetragen. Veranstalter war die Asian Handball Federation (AHF). Sieger der 20. Asienmeisterschaft wurde die japanische Nationalmannschaft.

## Austragungsort
Die Spiele fanden in Neu Delhi statt. Die Indische Handballföderation trug zum ersten Mal eine derartige kontinentale Meisterschaft aus.
Ursprünglich sollte die Asienmeisterschaft in Almaty (Kasachstan) ausgetragen werden.

## Teilnehmer
Zehn Nationen waren vorgesehen, nach dem Rückzug der Mannschaften aus Australien und Usbekistan nahmen neben Gastgeber Indien noch Südkorea, Japan, China, Iran, Kasachstan, Hongkong, und Singapur teil.
Die Meisterschaftsendrunde war gleichzeitig das Qualifikationsturnier für die Weltmeisterschaft 2025, an der die vier besten asiatischen Verbände teilnehmen werden.

## Turnierverlauf

### Vorrunde

#### Gruppe A
| Pl.                                                | Land                | Sp. | S | U | N | Tore     | Diff. | Punkte |
| -------------------------------------------------- | ------------------- | --- | - | - | - | -------- | ----- | ------ |
| 1.                                                 | Südkorea            | 3   | 3 | 0 | 0 | 0102:390 | +63   | 06:00  |
| 2.                                                 | Kasachstan          | 3   | 2 | 0 | 1 | 086:630  | +23   | 04:20  |
| 3.                                                 | Volksrepublik China | 3   | 1 | 0 | 2 | 087:630  | +24   | 02:40  |
| 4.                                                 | Singapur            | 3   | 0 | 0 | 3 | 022:1320 | −110  | 00:60  |
| Quelle: Asianhandball.org, Stand: 8. Dezember 2024 |                     |     |   |   |   |          |       |        |

|            | Korea Sud | Kasachstan | China Volksrepublik | Singapur |
| ---------- | --------- | ---------- | ------------------- | -------- |
| Südkorea   | X         | –          | 25:14               | 47:5     |
| Kasachstan | 20:30     | X          | –                   | 39:7     |
| China      | –         | 26:28      | X                   |          |
| Singapur   | –         | –          | 10:47               | X        |

#### Gruppe B
| Pl.                                                | Land     | Sp. | S | U | N | Tore     | Diff. | Punkte |
| -------------------------------------------------- | -------- | --- | - | - | - | -------- | ----- | ------ |
| 1.                                                 | Japan    | 3   | 3 | 0 | 0 | 0129:350 | +94   | 06:00  |
| 2.                                                 | Iran     | 3   | 2 | 0 | 1 | 072:810  | −9    | 04:20  |
| 3.                                                 | Indien   | 3   | 1 | 0 | 2 | 076:1080 | −32   | 02:40  |
| 4.                                                 | Hongkong | 3   | 0 | 0 | 3 | 051:1040 | −53   | 00:60  |
| Quelle: Asianhandball.org, Stand: 8. Dezember 2024 |          |     |   |   |   |          |       |        |

|          | Japan | Iran  | Indien | Hongkong |
| -------- | ----- | ----- | ------ | -------- |
| Japan    | X     | 34:14 | –      | –        |
| Iran     | –     | X     | 32:30  | 26:17    |
| Indien   | 15:48 | –     | X      | 31:28    |
| Hongkong | 6:47  | –     | –      | X        |

### Spiele um Platz 5 bis 8
Die Mannschaften, die in den beiden Vorrundengruppen die Plätze 3 und 4 belegt hatten, spielten untereinander die Plätze 5 bis 8 aus. Dabei traf zunächst im K.-o.-System jeweils der Drittplatzierte der einen auf den Viertplatzierten der anderen Gruppe. Die Sieger der Spiele spielten gegeneinander um Platz 5, die Verlierer spielten gegeneinander um Platz 7 der Asienmeisterschaft 2024.

#### Halbfinalspiele um die Plätze 5 bis 8
| 8. Dezember 2024 | Volksrepublik China | 38:14 | Hongkong | Indira Gandhi Arena |
| 8. Dezember 2024 | (19:7)              |       |          | Indira Gandhi Arena |
| 8. Dezember 2024 |                     |       |          | Indira Gandhi Arena |

| 8. Dezember 2024 | Indien  | 35:22 | Singapur | Indira Gandhi Arena |
| 8. Dezember 2024 | (20:14) |       |          | Indira Gandhi Arena |
| 8. Dezember 2024 |         |       |          | Indira Gandhi Arena |

#### Spiel um Platz 7
| 10. Dezember 2024 | Hongkong | 33:18 | Singapur | Indira Gandhi Arena |
| 10. Dezember 2024 | (18:9)   |       |          | Indira Gandhi Arena |
| 10. Dezember 2024 |          |       |          | Indira Gandhi Arena |

#### Spiel um Platz 5
| 10. Dezember 2024 | Volksrepublik China | 41:30 | Indien | Indira Gandhi Arena |
| 10. Dezember 2024 | (23:15)             |       |        | Indira Gandhi Arena |
| 10. Dezember 2024 |                     |       |        | Indira Gandhi Arena |

### Finalrunde
Die Mannschaften, die in den beiden Vorrundengruppen die Plätze 1 und 2 belegt hatten, spielten untereinander die Plätze 1 bis 4 aus. Dabei traf zunächst im K.-o.-System jeweils der Erstplatzierte der einen auf den Zweitplatzierten der anderen Gruppe. Die Sieger der Spiele spielten gegeneinander um Platz 1, die Verlierer spielten gegeneinander um Platz 3 der Asienmeisterschaft 2024.

#### Halbfinale
| 8. Dezember 2024 | Südkorea | 33:20 | Iran | Indira Gandhi Arena |
| 8. Dezember 2024 | (16:8)   |       |      | Indira Gandhi Arena |
| 8. Dezember 2024 |          |       |      | Indira Gandhi Arena |

| 8. Dezember 2024 | Japan   | 30:23 | Kasachstan | Indira Gandhi Arena |
| 8. Dezember 2024 | (14:14) |       |            | Indira Gandhi Arena |
| 8. Dezember 2024 |         |       |            | Indira Gandhi Arena |

#### Spiel um Platz 3
| 10. Dezember 2024 | Iran    | 22:28 | Kasachstan | Indira Gandhi Arena |
| 10. Dezember 2024 | (10:13) |       |            | Indira Gandhi Arena |
| 10. Dezember 2024 |         |       |            | Indira Gandhi Arena |

#### Spiel um Platz 1 (Finale)
| 10. Dezember 2024 | Südkorea | 24:25 | Japan | Indira Gandhi Arena |
| 10. Dezember 2024 | (12:9)   |       |       | Indira Gandhi Arena |
| 10. Dezember 2024 |          |       |       | Indira Gandhi Arena |

## Platzierungen
| Platz | Mannschaft          |
| ----- | ------------------- |
| 01.   | Japan               |
| 02.   | Südkorea            |
| 03.   | Kasachstan          |
| 04.   | Iran                |
| 05.   | Volksrepublik China |
| 06.   | Indien              |
| 07.   | Hongkong            |
| 08.   | Singapur            |

|  | Platz 1–4: qualifiziert für die Weltmeisterschaft 2025 |